# 890 Waltraut
Waltraut è un asteroide della fascia principale del diametro medio di circa 27,33 km. Scoperto nel 1918, presenta un'orbita caratterizzata da un semiasse maggiore pari a 3,0239989 UA e da un'eccentricità di 0,0536355, inclinata di 10,85869° rispetto all'eclittica.
Stanti i suoi parametri orbitali, è considerato un membro della famiglia Eos di asteroidi.
Il suo nome fa riferimento a Waltraute, personaggio di Il crepuscolo degli dei, opera del compositore tedesco Richard Wagner.